# Slipper Lake
Der Slipper Lake ist ein See im Rodney Ward des Auckland Council auf der Nordinsel von Neuseeland.

## Geographie
Der Slipper Lake befindet sich am nordöstlichen Ende des Rodney Ward und damit rund 1,7 km westlich der Ostküste und des Jellicoe Channel sowie rund 15,8 km nordöstlich von der Stadt Wellsford entfernt. Der Dünensee, der mit etwas Fantasie von oben aus gesehen wie ein Schuh aussieht und deshalb den Namen „Slipper“ bekam, erstreckt sich über eine Länge von rund 630 m in Südwest-Nordost-Richtung und umfasst dabei eine Fläche von rund 9 Hektar. Seine maximale Breite liegt bei 220 m in Nordwest-Südost-Richtung. Der in etwa 5,3 m tiefe See besitzt einen Umfang von rund 1,6 km.
Gespeist wird der Slipper Lake hauptsächlich über einen rund 300 m langen Zulauf vom südlich angrenzenden Spectacle Lake aus und entwässert über einen kleinen, rund 1,7 km langen Bach zum Jellicoe Channel.